# Journal of Sexual and Mental Health
Journal of Sexual and Mental Health, dawniej Seksuologia Polska – oficjalne czasopismo Polskiego Towarzystwa Seksuologicznego wydawane przez Wydawnictwo Via Medica. Redaktorem naczelnym jest Michał Lew-Starowicz.
W skład rady naukowej wchodzą samodzielni pracownicy naukowi z tytułem profesora lub doktora habilitowanego z Polski oraz z zagranicy. Artykuły ukazują się w języku polskim (drukowane są także abstrakty w języku angielskim).

## Stałe działy
- prace oryginalne
- prace poglądowe

## Indeksacja
- Index Copernicus (IC)
- EMBASE

Współczynniki cytowań:
- Index Copernicus (2009): 4,70[3]

Na liście czasopism punktowanych przez polskie Ministerstwo Nauki znajduje się w części B z dwoma punktami.